# Anh đào Marasca
Anh đào Marasca (Prunus cerasus var. Marasca) là một loại anh đào Morello chua, được biết đến chỉ từ việc trồng trọt. Nó được cho là sẽ đem lại hương vị tốt nhất khi được trồng ở vùng duyên hải Croatia (khu vực Dalmatia lịch sử). Sản lượng lớn nhất của loại trái cây này là ở Zadar ở Croatia, nhưng nó đã được trồng thành công ở miền bắc Ý, Slovenia, miền nam Hungary và Bosnia và Herzegovina. Nó đã được du nhập sang khu vực Bắc Mỹ, mặc dù ở đấy anh đào maraschino đang được bày bán thương mại Mỹ bắt nguồn giống anh đào ngọt ngào của Royal Ann.
Cái tên 'marasca' xuất phát từ các từ tiếng Ý "amaraca" và "amaro", nó bắt nguồn từ tiếng Latin "amārus" (có nghĩa là cay đắng).
Giống này được giới thiệu lần đầu tiên bởi Roberto de Visiani trong Flora dalmatica, 1850.
So với các loại anh đào khác, quả của cây anh đào Marasca có kích thước nhỏ, với anthocyanin chiếm màu tối, gần như là màu đen. Vị đắng của nó và bột thịt hơn làm cho anh đào Marasca lý tưởng để tạo ra một loại rượu mùi tốt chiết xuất từ quả anh đào. Theo định nghĩa, rượu mùi Maraschino thực sự được cho là chỉ được làm từ anh đào Marasca. Anh đào Marasca cũng là anh đào cơ sở ban đầu được sử dụng để làm ra món anh đào Maraschino (mứt anh đào).